# Thomas Ball Barratt

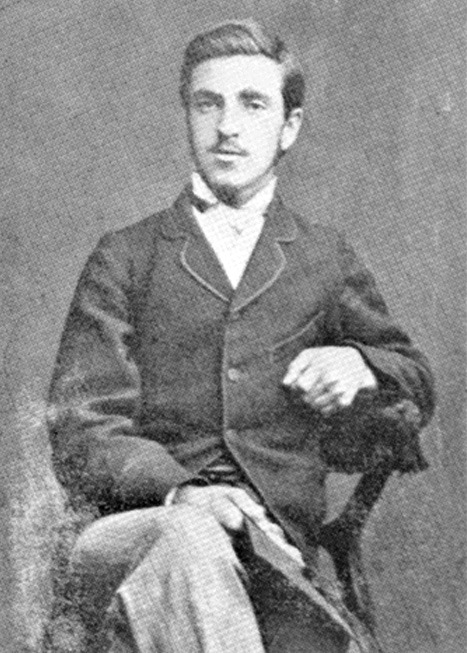
Barratt im Alter von 16 Jahren

Thomas Ball Barratt (* 22. Juli 1862 in Albaston, Cornwall, England; † 29. Januar 1940 in Oslo) war ein norwegischer christlicher Prediger, Pastor und Gemeindeleiter. Er brachte 1906 die Pfingstbewegung (norwegisch: pinsevekkelsen) nach Norwegen und Europa und gilt als eine „Pioniergestalt des europäischen Pentekostalismus“. In einer methodistischen Familie aufgewachsen, war auch er zunächst methodistischer Pastor, und nach einem Bruch mit dieser Kirche etablierte er die Pfingstbewegung in Norwegen.

## Entstehung der Pfingstbewegung
Die Pfingstbewegung entwickelte sich in den letzten Jahren des 19. und den ersten Jahren des 20. Jahrhunderts aus den etablierten Konfessionen des Baptismus, Methodismus und der Presbyterianer. Entscheidend war die Ausrichtung auf Jesus Christus, und die biblische Lehre vom Heiligen Geist. Das persönliche Leben als Christ wurde durch Betonung von Evangelisation und Gebet geprägt sowie den Einsatz der so genannten „Geistesgaben“.
Die Taufe mit dem Heiligen Geist bewirkte eine radikale Umkehr und Erneuerung. Zunächst wurde am 1. Januar 1901 Agnes Ozman vom Heiligen Geist erfasst und wenige Tage später ihr Pastor und Lehrer Charles Fox Parham. In der Folge prägte er als Bibelschullehrer 1905 William J. Seymour in Houston, der 1906 in Los Angeles ein Hauptvertreter des Azusa Street Revival wurde. Mit großer Geschwindigkeit verbreitete sich die Bewegung von da aus über Nordamerika.

## Leben

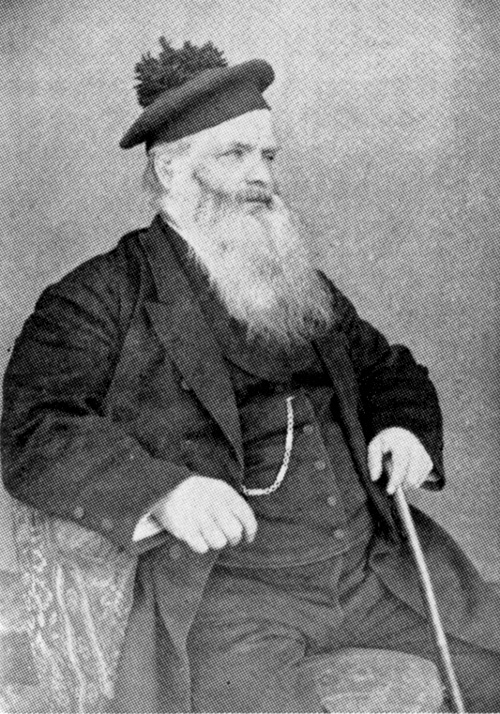
Alexander Barratt

Thomas Ball Barratt wurde am 22. Juli 1862 in Albaston, England geboren. Sein Vater, Alexander Barratt, war Bergmann und ging 1867 nach Varaldsøy in Hardanger, um dort Schwefel abzubauen. 1868 holte er die Familie nach.
Die Eltern waren in der methodistischen Bewegung verankert. Zur Ausbildung schickten sie ihren Sohn zurück nach England zunächst an eine Methodistenschule und anschließend an das Wesleyan Collegiate Institute in Taunton in Somerset, das heute als Queen’s College weiterbesteht. Dort erhielt er auch seine theologische Ausbildung. Zugleich begann er auch, sich mit Kunst und Musik zu beschäftigen. Später, in Norwegen, wurde der Komponist Edvard Grieg sein Musiklehrer.
In Norwegen begegnete er Ole Olsen, einem der bedeutendsten methodistischen Prediger.
Barratt heiratete am 10. Mai 1887 Laura Jakobsen. Sie bekamen acht Kinder, von denen allerdings nur vier das Erwachsenenalter erreichten. Mary Barratt Due wurde Pianistin. Zusammen mit ihrem Mann Henrik Adam Due gründete sie 1927 das Barratt-Due-Musikinstitut. Die Musiker Cecilie Barratt Due und Stephan Barratt-Due sind Barratts Urenkel.
Barratt starb am 29. Januar 1940. Seine letzten Worte waren: „Det var mer land å innta“ – „Es gab noch mehr Land einzunehmen“.

## Wirken

### Methodist
1885 begab sich Barratt nach Kristiania (Oslo), wo er Prediger der 2. Metodistkirke wurde. 1886 zog er nach Voss in Vestlandet, wo er Laura Jakobsen in der De Frie Evangeliske Forsamlinger (De frie venner) in Bergen kennenlernte. Mit 27 Jahren kam er zurück nach Kristiania als Pastor der Centralkirken. Dort diente er bis 1902. Er war sehr engagiert und bekam immer mehr Aufgaben. So verlegte er zum Beispiel die Zeitschrift Byposten, die er am 27. Februar 1904 mitbegründete. Die Zeitschrift brachte erbauliche Artikel über die christliche Arbeit weltweit.
Barratt begann 1902 auch bei der Kristiania Bymisjon (Kristiania Stadtmission, Sozialarbeit in Oslo) zu arbeiten. Er wollte Alkoholikern und anderen belasteten Menschen helfen. Die Methodistische Zentralkonferenz hatte dazu, allerdings ohne große Begeisterung, ihr Einverständnis gegeben. 1905, drei Jahre danach, war die Zahl der Bekehrten so gewachsen, dass die Räumlichkeiten zu eng wurden. Barratt plante einen großen Neubau, die Håkonsborg. Um Geld zu sammeln begab er sich 1906 in die USA nach New York.

### Barratt in den USA
Barratt mietete sich ein Zimmer im Gästehaus des presbyterianischen Pastors A. B. Simpson in Manhattan. Dieses Gästehaus war für Missionare reserviert, die auf die Ausreise in andere Kontinente warteten. Heute befindet sich dort die Missionsorganisation Christian and Missionary Alliance. Barratt musste jedoch erkennen, dass sein Unternehmen ein Fehlschlag war. Er konnte in Amerika keine Unterstützung und keinerlei Spenden für seinen Bau gewinnen. Er musste sich darauf beschränken, Berichte über die Gemeinden in Amerika an die Byposten zu schreiben.
In New York hörte Barratt von der neuen Bewegung des Azusa Street Revival in Los Angeles. Er selbst hatte sich nach „Reinigung des Herzens“ (hjertets renselse) und „Taufe im Heiligen Geist“ (dåpen i Den Hellige Ånd) gesehnt und im September 1906 erhielt er die Zeitschrift The Apostolic Faith, die genau das beschrieb.

### Zungenrede und Geisttaufe
Barratt hatte nicht die finanziellen Mittel, um nach Los Angeles zur Azusa Street zu reisen, daher sandte er Briefe von New York, um Kontakt aufzunehmen. Das Antwortschreiben stellte sein Leben in Frage und forderte, dass er sein Leben vollkommen Gott übergeben solle. Im Glad Tidnings Tabernacle betete er und am 7. Oktober 1906 hatte er sein Erlebnis (kom han gjennom) der Geisttaufe, ohne jedoch in Zungen reden zu können. Dieses Erlebnis prägte ihn für den Rest seines Lebens. In seiner Autobiographie Erindringer (Erinnerungen) erzählt er von der folgenden Taufe im Heiligen Geist und dem Zungenreden am 15. November 1906:

«Jeg var lik Daniel (Dan. 10,8) aldeles hjelpeløs under den guddommelige berøring og måtte støte meg til et bord på plattformen hvor jeg satt og gled så ned på gulvet. Atter begynte mine taleorganer å bevege seg, men ingen lyd hørtes. Jeg bad en bror (nordmann) som ofte hadde hørt meg preke i Christiania, og legens hustru, å be for meg ennå en gang. ‹Forsøk å tale›, sa nordmannen.

Men jeg svarte at hvis Herren ville tale gjennom et menneskelig vesen, da måtte han drive meg til det med sin Ånd! Det skulle ikke være noe humbug i denne sak! Mens jeg bad, så de en ildkrone over mitt hode og en kløvet tunge som av ild foran kronen. (ApG 2, 3–4) Det var mange som så dette overnaturlige sterke røde lyset. Jeg så det selvfølgelig ikke. Men i samme øyeblikk ble hele mitt vesen fylt med lys, og en ubeskrivelig kraft, og jeg begynte nå å tale i et fremmed språk av all makt.»

„Ich war wie Daniel (Dan 10,8 ) völlig hilflos unter der göttlichen Berührung. Von dem Tisch, an dem ich saß, rutschte ich auf den Boden. Dann begann ich wieder meine Sprachorgane zu bewegen, aber es war kein Ton zu hören. Ich bat einen Bruder (Norweger), der mich oft in Christiania hatte predigen hören, und die Frau des Arztes, nochmals für mich zu beten. ‚Versuche zu sprechen,‘ sagte der Norweger.

Aber ich antwortete, dass, wenn der Herr durch einen Menschen sprechen würde, dann müsste er in ihn hineinfahren durch seinen Geist! Das sollte in diesem Fall kein Humbug sein! Während ich betete, sahen sie eine feurige Krone über meinem Kopf und so etwas wie eine gespaltene Zunge aus Feuer über meinem Kopf (Apg 2,3–4 ). Es gab viele, die diese übernatürliche Erscheinung sehen konnten. Ich sah dies freilich nicht. Aber in diesem Augenblick war mein ganzes Wesen mit Licht erfüllt und mit einer unbeschreiblichen Kraft und ich begann in einer fremden Sprache mit aller Kraft zu sprechen.“

Er erzählt, dass er bis vier Uhr morgens fortfuhr in fremden Sprachen zu reden. Er sang im Geist und seine Stimme war verändert, klar, stark und rein. Baratt selbst erlebte den „Geist“, so wie die ersten Christen in Jerusalem ihn nach Christi Himmelfahrt erlebt hatten.
Im Byposten schrieb Barratt über das, was in den USA geschehen war. Seine Artikel von New York trugen die Titel: Pinsefest paany. Los Angeles er ny besøgt af en vækkelse der minder om den beskrevet i ApGj 2. (Ein Erneutes Pfingstfest). Los Angeles wurde besucht von einer Erweckung der und Glimt fra vesten. Da jeg fik min pintsedaab. (Feuer aus dem Westen. Wie ich meine Geisttaufe erhielt.)
Nach seiner eigenen Aussage war er in New York der erste, der eine Geisttaufe erlebt hat, wie sie aus Los Angeles bekannt war.

### Rückkehr nach Norwegen
Als er im Dezember 1906 nach Norwegen zurückkehrte, sorgte die „Geisttaufe“ für Aufruhr. Die Geschichte von Barratts Geisttaufe war durch die Artikel im Byposten bekannt geworden, und er begann in Kristiania (Oslo) Erweckungsversammlungen abzuhalten, in denen Zungenreden vermittelt wurde. Er mietete Turnhallen in Kristiania, im Viertel St. Olavsgate, in der Straße, in der sich heute noch die Gemeinde Filadelfia Oslo befindet. Am 23. Dezember betrat Barratt das Podium um davon zu erzählen, wie er die Geisttaufe erlebt hatte, brach jedoch in Tränen aus. Letztendlich verließ er die Versammlung, ohne gepredigt zu haben, aber viele spürten an diesem Tag die Kraft des Heiligen Geistes.
Am Weihnachtstag war ein weiteres Treffen angesetzt. Der Saal war zum Bersten gefüllt und die Menschen erlebten das Wirken des Heiligen Geistes. Weitere Treffen folgten unter anderem eine Weihnachtsfeier in der Kristiania Bymisjon, in der Methodistenkirche. Die Veranstaltungen dauerten zum Teil die ganze Nacht. Anfang 1907 gab es in Kristiania 10 Personen, die „Geisttaufe“ erlebt hatten. Das markierte den Beginn der Pfingstbewegung in Norwegen.
Bruch mit den Methodisten
Barratt war bis 1907 Pastor der methodistischen Kirche, nahm aber nach seiner Rückkehr aus den USA und seiner „Pfingsterfahrung“ (pinseopplevelse) seinen Dienst nicht wieder auf, sondern trat aus dem Vorstand der Kristiania bymisjonaus und begann seine eigenen Treffen zu Veranstalten. Bald darauf trat er mit seiner Frau auch aus der Methodistischen Kirche aus. Zu dieser Zeit war der wichtigste Trennungsgrund die Geisttaufe und das Zungenreden, später spielte die Frage nach der Erwachsenentaufe zusätzlich eine Rolle.

### Die Pfingstbewegung nimmt Gestalt an
Die Turnhallen waren viel gefragt und es wurde notwendig, andere Räumlichkeiten zu finden. Die meisten Gemeinden boten Barratt für einige Zeit ihre Räumlichkeiten an und so hielt er Veranstaltungen im baptistischen Tabernakel, dem Misjonsforbundets Betlehem und verschiedenen Methodistenkirchen. In der Torvgaten 7. hielten die De Frie Venner (Die Freie Evangelische Versammlung) ihre Treffen ab unter dem Pastor Erik A. Nordquelle. Nordquelle überließ Barratt seine Kanzel. Das war der Beginn einer engen Zusammenarbeit zwischen Nordquelle und Barratt.
Viele Christen waren aber auch skeptisch gegenüber Barratt und der „åndsdåp“. Die „Geistgetauften“ wurden als religiöse Fanatiker angesehen, Zeitungen veröffentlichten Karikaturen. Trotz dieser schlechten Berichterstattung und den Gerüchten waren die Treffen immer gut besucht. Die Erweckung breitete sich schnell in Norwegen aus und verschiedene Gemeinden schlossen sich an. Barratt hatte nicht geplant, eine neue Konfession zu gründen, aber auf diese Weise entstand die Pfingstkirche.
Die Zusammenarbeit von Barratt und Nordquelle (De frie venner) lief reibungslos bis 1910, als Barratt in der Møllergata 38 ein Lokal anmietete. Daraus entstand ein Konflikt, denn die De Frie Venner glaubten, dass Barratt eine Konkurrenzveranstaltung beginnen wollte. Es kam zum Bruch. Nordquelle wurde Leiter der De Frie Evangeliske Forsamlinger, aus Barratts Versammlung in der Møllergata entwickelte sich die Pinsebevegelsen i Norge. 1916 wurde die Versammlung in der Møllegata 38 als Gemeinde (pinsemenighet) eingetragen. Diese Gemeinde nennt sich heute Filadelfia Oslo und befindet sich in St. Olavs Gate.

#### Die Taufe
Barratt verweigerte zunächst eine zusätzliche Wassertaufe (vanndåpen). Er vertrat die Ansicht, dass es nicht notwendig sei, eine „Gläubigentaufe“ (troende dåp) vorzunehmen, um Mitglied der Pfingstgemeinde zu werden. Nach intensivem Studium der Bibel änderte er jedoch seine Meinung. Am 15. September 1913 ließ er sich mit seiner Frau vom Pastor Lewi Pethrus in der Filadelfiamenigheten in Stockholm taufen.

#### Barratt als Leiter
Man sagt, dass Barratt einen schwankenden Schritt gehabt habe und ein mildes, warmes Wesen und guten Humor. Er war ein vertrauensvoller und erfahrener Führer und sah sich selbst als Leiter. Alle Widrigkeiten, Kritik und öffentlicher Spott in den frühen Jahren hatten nicht dafür gesorgt, dass er arrogant wurde. Karsten Ekornes wirkte in der Gemeinde Filadelfia Oslo die letzten zwölf Jahre, in denen Barratt lebte. Ekorns beschreibt Barratt als demokratischen Führer. Alle durften ihre Standpunkte vorbringen und die Debatten waren sehr lebendig. Auf diese Weise wurden alle Fragen der Kirchenleitung solide behandelt.
Barratt war ein herausragender Leiter der Pfingstbewegung in Europa. Er war forstander (Pastor) in Filadelfia Oslo bis zu seinem Tod.

## Anliegen
Barratts Hauptanliegen waren Errettung, diakonische Arbeit und der Kampf gegen den Alkohol („kampen mot alkoholen“). Er war ein tüchtiger Führer und wurde als Vorreiter der europäischen Pfingstbewegung angesehen. Sein Motto war: „Fram til urkristendommen“ – „Vorwärts zum Urchristentum“. Er interessierte sich für Kunst, Gesang und Musik und übersetzte zahlreiche Lieder ins Norwegische. Barratt war ein gefragter Prediger und veröffentlichte mehrere Bücher und zahlreiche theologische Artikel in christlichen Zeitschriften.

### Predigtdienst
Thomas Ball Barratt war ein ausgezeichneter Prediger und wurde zu Vorträgen in ganz Nordeuropa eingeladen. In den Predigten vor verschiedenen Gemeinden sprach er vor allem davon, was er durch die Geisttaufe erlebt hatte. Die Vorträge waren immer gut gefüllt. Gunvor Falch erzählt von einem Besuch von Barratt in Mosjøen 1933. Das Lokal war zum Bersten gefüllt und es gab eine lange Warteschlange entlang der Straße. Der Besuch hinterließ großen Eindruck. In vielen Städten entstanden neue Pfingstgemeinden.
Karsten Ekorness erzählt, dass die Versammlungen mit Barratt eine besondere Frische spüren ließen. Sie waren nicht durch formelle Rituale geprägt, sondern verbreiteten einen „Geist der Freiheit“ (frihetens ånd). Barratt hatte oft einen ausgearbeiteten Pedigtentwurf, predigte aber, ohne sich streng daran zu halten. Seine Predigten waren nachdenklich, tiefgründig und wurden kultiviert und deutlich gehalten. Seine Stimme war tief und wohlklingend.

### Liederdichter und Musiker
An Barratts 75. Geburtstag trat Ekorness als Solist in der Gemeinde auf und Barrat begleitete ihn am Piano. Ekorness wurde ein wichtiger Mitarbeiter in Bezug auf Gesang und Musik in der Gemeinde. Der Filadelfiakoret, den Barratt 1932 gründete, wurde von Ekorness weitergeführt.
Barratt war sehr musikalisch und trug viel zum Liedgut der Pfingstbewegung bei. Man erzählt, dass er sich ans Piano setzen konnte und während er improvisierte, Kommentare und Beiträge zu Diskussionen abgeben konnte. Er hatte die Angewohnheit, Melodien zu pfeifen, während er Klavier spielte.
Barratt verfasste über hundert Liedtexte und komponiert Melodien für viele davon. Er übersetzte auch einige Texte ins Norwegische. 1911 gab Barratt das Gesangbuch Maran ata heraus. Dies war das erste der norwegischen Pfingstbewegungund enthielt 110 Lieder von Barratt und 130 Übersetzungen (von Barratt) ins Norwegische. Bereits 1887 hatte er schon das Evangelie sanger herausgegeben, in dem er 96 eigene Lieder harausgab. Seine Lieder fanden Eingang in viele verschiedenen Liederbücher.
Am Neujahrssonntag (første søndag) 1940 trat Barratt letztmals als Sänger auf. Er wurde von Ekorness am Piano begleitet. Der Text war prophetisch: „Ich komme, Ich komme, wenn mein Kopf sich neigt, ich höre Stimmen, die mich in den Frieden des Himmels rufen.“ Wenige Wochen später starb er.

### Mission
Mission war von Beginn an ein wichtiges Merkmal der Pfingstbewegung. Barratt gründete die Norges Frie Evangeliske Hedningemisjon, die Missionare vor allem nach Asien und Afrika entsandte. 1929 löste Barratt die Organisation jedoch wieder auf. Von da an war es Aufgabe der Gemeinden, Missionare zu entsenden. Die Gemeinden waren für die finanzielle Absicherung der Missionare verantwortlich und dadurch entstand eine enge Bindung zwischen den Missionaren im Ausland und den Gemeinden in Norwegen. Noch heute sind es die Gemeinden, die Missionare entsenden, während die Dachorganisation PYM - De norske pinsemenigheters ytremisjon (deutsch: Die Norwegische Pfingstgemeindliche Auslandsmission) die Missionsarbeit nur koordiniert.

### Die ZeitschriftByposten
Barratt begann den Byposten 1904, als er noch Pastor der Methodisten war. Nach dem Bruch mit den Methodisten übernahm er die Zeitschrift. 1910 wurde sie in Korsets Seier (Sieg des Kreuzes) umbenannt. Sie ist die wichtigste Zeitschrift der Pfingstbewegung in Norwegen. Barrat war ein eifriger Verfasser.

## Die Pfingstbewegung in Norwegen und Europa
Barratt gründete die erste Pfingstgemeinde in Kristiania. Sie bestand seit 1916 und ist heute die Gemeinde Filadelfia Oslo. Viele Gemeinden sind seit 1910 entstanden. Filadelfia Oslo nahm in der norwegischen Pfingstbewegung eine führende Rolle ein.
Barrat besuchte 1907 Dänemark, was den Beginn der Pfingstbewegung in Dänemark auslöste und er wird auch als Auslöser anderer Pfingstbewegungen, vor allem in Schweden und England angesehen.

## Bibliographie
Barratt veröffentlichte viele Andachten und Artikel in Christlichen Zeitschriften, vor allem im Byposten und dem Korsets Seier finden sich seine Artikel. Darüber hinaus hielt er viele Predigten und verfasste oder übersetzte Liedtexte.

### Werke
- Evangeliske sanger, 1887 (Liederbuch)
- Erik Arnesen eller den store forvandlingen, 1899 (Erik Arnesen und die große Verwandlung)
- Maran ata, 1911 (Liederbuch)
- Den kristne dåp, 1919 (Die christliche Taufe) E-book
- Verdens midtpunkt, Jesus, 1926 (Der Mittelpunkt der Welt, Jesus)
- Ledetråd i Guds ord: for ungdom og nyfrelste, 1927 (Leitfaden in Gottes Wort: für Jugendliche und Neubekehrte) E-book
- When the fire fell: An outline of my life, 1927 (Als das Feuer fiel: Skizze meines Lebens)
- Et ord til alle. Prekener, 1932 (Ein Wort an Alle. Predigten)
- De kristne menigheter, 1933 (Christliche Gemeinden)
- Kvinnens rolle i menigheten, 1933 (Die Rolle der Frauen in den Gemeinden), E-book
- Står Jesu gjenkomst for døren, 1935 (Es steht die Wiederkunft Jesu vor der Tür)
- Ekteskap, skilsmisse og gjengifte, 1938 (Ehe, Scheidung, und Wiederverheiratung),  E-book
- Bak død og grav. Mellem tilstanden og evigheten. Finnes det et helvete? 1939 (Nach Tod und Begräbnis. Zwischen Stillstand und Ewigkeit. Gibt es eine Hölle?), E-book
- Erindringer, 1941 (Erinnerungen, Autobiographie),  E-book
- T.B. Barratt – Minneutgave 3 – Brennende spørsmål, 1950 (T.B. Barratt – Gedenkausgabe 3 – Brennende Fragen), E-book
- T.B. Barratt – Minneutgave 4 – Den kristne dåp – De kristne menigheter, 1950 (T.B.B. – Gedenkausgabe – Die christliche Taufe – Die christliche Gemeinschaft), E-book
- Forvandlet (Verwandelt)
- Den store Glæde (Die große Freude)

### Lieder
Eine Auswahl von Liedern, Texten und Liedübersetzungen. (t=Text, t/m=Text/Melodie, o=Übersetzung)
| - «Antikristens fane vaier vidt og bredt i dag» (t) - «Da Jesus satte sjelen fri» (o) - «Da Ånden kom som et vær fra himlen» (t) - «Det gamle år er flyktet bort» (t) - «Det var en som var villig til å dø» (o) - «Det siste ord på jord vår frelser talte» (t) - «Du er den eneste frelser for meg Jesus» (t) - «Dyp, bred, hellig og mektig» (t/m) - «Dypt i nådens faste grunner» (t) - «En gang ble ble tuktet av loven og skremt» (t) - «Frem i brytning går en flokk» (t) - «Frem til strid du kristne skare» (t) - «Grip da tak sterke ånd» (t) - «Guds folk dør vel!, De dør i Jesu armer» (t) - «Hellig Ånd, vi vil deg ære!» (t) - «Her fra mitt Sion jeg skuer» (t) - «Herlige frelsesord» (t/m) - «Hvil deg i Jesus, prøvede sjel!» (t) - «Hvilket liv på jord Tådte frem ved Guds ord!» (t) - «Ild fra himlen, kom!» (t) - «Jeg er døpt på bibelsk vis» (t) - «Jeg lenges iblant til de frigjortes hjem» (t/m) - «Kom hit hver tørstig sjel» (Kom hit du tørste sjel) (t) | - «Kom som du er til din frelser» (t) - «Kom, trette sjel, til Jesus» (t) - «Livets pakt er nå beseglet» (t) - «Livets strømmer evigt flyter» (t) - «Løftene kan ikke svikte» (o) - «Min sjel seg fryder i sin Gud» (t) - «Mor, du mor, du blir aldri glemt» (Moder, du blir aldri glemt) (t) - «På Oljeberget, rikt på skjønne minner» (t) - «Salig den som budskap bringer» (t) - «Davids 23. Salme» (t/m) - «Sett Jesus først» (t) - «Skal vi samles med venner og kjente» (t) - «Snart gryr en lys og evig morgen» (t) - «Snart Kongen kommer» (t) - «Snart vil himlens hvelving lyse» (t) - «Snehvit, men blodstenkt» (t) - «Takk for det blod som frelser» (t) - «Under nådens sterke vinger» (t) - «Vi legger nå vårt barn i dine armer» (t) - «Vist er jeg barn og dertil født» (t) - «Å, dyre frelser!» (t) - «Året er over med alle dets sorger og gleder» (t) - «Å han er så dyrebar for meg» (o) |